# Nowy Duninów
Nowy Duninów – wieś sołecka w Polsce położona w województwie mazowieckim, w powiecie płockim, w gminie Nowy Duninów. 
Miejscowość jest siedzibą gminy Nowy Duninów. Wieś położona jest około 20 km od Płocka na lewym brzegu Wisły.

## Historia
Wzmiankowany w XV w., później siedziba starostwa niegrodowego. Od 1845 do początku XX w. działała tu duża cukrownia, w dwudziestoleciu międzywojennym robotnicy rolni z tutejszego majątku wielokrotnie przyłączali się do manifestacji robotniczych w Soczewce.
W latach 1975–1998 miejscowość administracyjnie należała do województwa płockiego.

## Zabytki

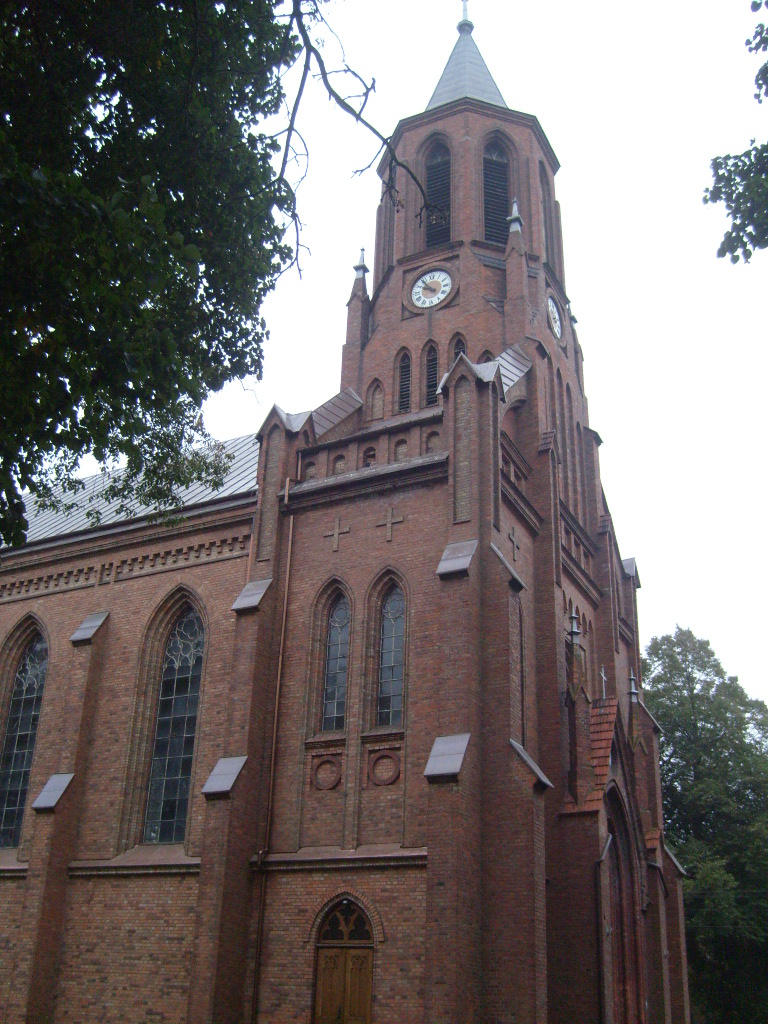
Kościół w Nowym Duninowie

- kościół Niepokalanego Poczęcia Najświętszej Maryi Panny, neogotycki z początku XX wieku z cmentarzem i kaplicą z XVII wieku
- XIX-wieczny kompleks pałacowo-parkowy, w którego skład wchodzą:
  - zameczek neogotycki
  - pałacyk myśliwski
  - pałac główny – niegdyś siedziba rodziny Ike-Duninowskich (zobacz: Pałac w Nowym Duninowie).

## Turystyka
Na terenie Nowego Duninowa znajduje się port rzeczny na Wiśle. Miejscowość stanowi atrakcyjny punkt startowy dla wycieczek rowerowych w rejony Gostynińsko-Włocławskiego Parku Krajobrazowego.

## Urodzeni w Nowym Duninowie
- Edward Bettmann – polski działacz socjalistyczny, związkowy i samorządowy, poseł na Sejm w II RP, radny Włocławka, ofiara KL Mauthausen[8].